# Distretto di Laraos (Yauyos)
Il distretto di Laraos è uno dei trentatré distretti della provincia di Yauyos, in Perù. Si trova nella regione di Lima e si estende su una superficie di 403,76 chilometri quadrati.
Ha per capitale la città di Laraos.